# Муниципальное образование город Хвалынск
Муниципальное образование город Хвалынск — городское поселение в Хвалынском районе Саратовской области Российской Федерации.
Административный центр — город Хвалынск.

## История
Статус и границы городского поселения установлены Законом Саратовской области от 29 декабря 2004 года N 112-ЗСО «О муниципальных образованиях,  входящих в состав Хвалынского района».

## Население
| 2002    | 2009    | 2010    | 2011    | 2012    | 2013    | 2014    | 2015    |
| ------- | ------- | ------- | ------- | ------- | ------- | ------- | ------- |
| 13 935  | ↘13 554 | ↗13 613 | ↘13 562 | ↘13 459 | ↗13 504 | ↘13 470 | ↘13 290 |
| 2016    | 2017    | 2018    | 2019    | 2020    | 2021    |         |         |
| ↘13 223 | ↘13 026 | ↘12 882 | ↘12 770 | ↘12 746 | ↘12 491 |         |         |

## Состав городского поселения
| № | Населённый пункт                 | Тип населённого пункта        | Население |
| - | -------------------------------- | ----------------------------- | --------- |
| 1 | Ивановка                         | село                          | ↘253      |
| 2 | Отделение совхоза «Черемшанский» | посёлок                       | 19        |
| 3 | Подлесное                        | село                          | ↘161      |
| 4 | Санаторий «Родник»               | посёлок                       | 36        |
| 5 | Хвалынск                         | город, административный центр | ↘12 042   |
| 6 | Черемшаны № 1                    | посёлок                       | 46        |
| 7 | Черемшаны № 2                    | посёлок                       | 4         |